# 李堪 (北宋)
李堪（965年—?），字仲任，號平坡，常州（今屬江蘇）人。
生於太祖乾德三年（965年）。真宗咸平二年（999年）進士。真宗景德二年（1005年）知古田縣。大中祥符中爲祕書丞。官至工部尚書。《古田縣志》卷三三有傳。